# De tre
För filmen från 1936, se De tre (film).

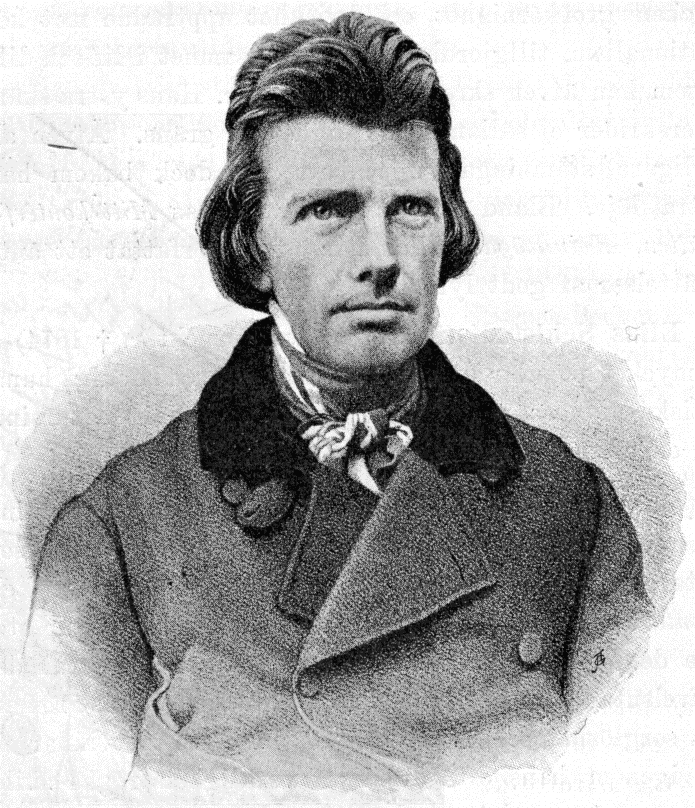
Gunnar Wennerberg, litografi cirka 1850.

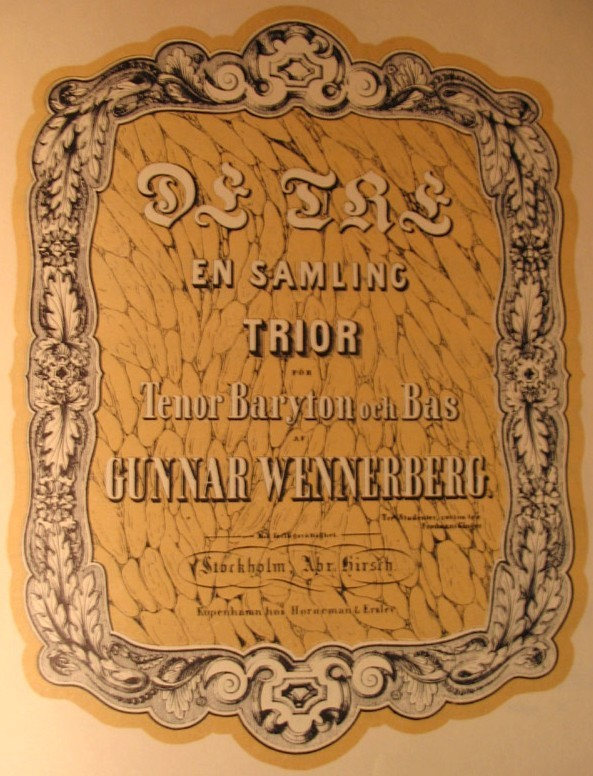
Framsidan till originalutgåvan 1851.

De tre är en samling av tio sånger för tenor, baryton och bas komponerade av Gunnar Wennerberg, och utgivna år 1851.
Triorna komponerades före Wennerbergs mer kända duetter Gluntarne, men utgavs strax efter dessa. De studentikosa sångerna i samlingen handlar om tre uppsalastudenter, samt deras öden och äventyr i Uppsala under 1840-talet. 

## Bakgrund
Wennerberg skrev De tre åren 1846–1847 för sig själv (baryton), Otto Beronius (bas) och huvudsakligen "Pylen", Johan Stenberg (tenor). Den tidigare tenoren i trion, Daniel Hwasser, lämnade Uppsala år 1847. I manuskriptet benämns de tre "Mineur", "Miltopé" och "Hübenette". En förebild till De tre kan ha varit dryckestriorna Agander, Pagander och Winberg av Edouard du Puy (1818), som Wennerberg hört redan som gymnasist vid Katedralskolan i Skara. De mest sjungna sångerna i samlingen var på 1960-talet Daniel och Pirum.

## Innehåll
1. Släpp in oss!
2. Pirum
3. Daniel
4. Vive hodie! (latin: lev idag!)
5. Såd'na kan de vara
6. Ett äventyr
7. Buketten
8. Här skall valsas!
9. Gräl och väl
10. Den är inte bättre den

### Fotnoter
1. ↑  Wennerberg, Gunnar (1851). De tre: en samling trior för tenor, baryton och bas. Stockholm: Abraham Hirsch. Libris 14731308
2. ↑  Erland Bohlin (2006). ”Otto Beronius = Glunten”. Gluntarnas Vänner i Uppsala. http://www.gluntarna.se/Otto_Beronius.html. Läst 1 mars 2010.
3. ↑  ”Gunnar Wennerbergs De Tre – Juvenalordens text i 1962 års utgåva av De Tre”. Juvenalorden. sid. 5. Arkiverad från originalet den 1 februari 2014. https://web.archive.org/web/20140201195351/http://www.confidentmusic.com/pdf/gluntarne/de_tre_juvenalordenweb.pdf. Läst 30 mars 2012.